# Halsten Peterssons ätt
Halsten Peterssons ätt, också kallad halv lilja, är ett nutida konventionellt namn på en svensk medeltida frälseätt som fått sitt namn från stamfadern, riddaren och fogden Halsten Petersson. Ätten utdog innan Sveriges Riddarhus grundades 1625, varför den aldrig introducerades där som adelsätt. Ättens medlemmar förde en röd styckad skyld, med en halv gyllene lilja lagd balkvis i övre fältet.

## Historia
Två jordbyten från 1377 och 1380 ger god inblick i flera medlemmars inbördes släktskap.

## Släkttavla
1. Halsten Petersson, riddare (1355), godsägare och fogde. Hans ursprung är okänt, men en (halv)bror är nämnd, Arvid Petersson, vilken förde en sparre i vapnet. 1336 och 1338 gods som tack för trogen tjänst. fick han av kung Magnus Eriksson men deltog i kung Erik Magnussons uppror mot sin far, och omtalas bland Eriks fem löftesmän 1357, men uppges avliden 1 mars 1358.[3] Gift med Märta (Margareta) Knutsdotter (Tre Rosor till Mörby), dotter till Knut (Tre Rosor till Mörby) och Kristina Bengtsdotter i Haneström, dotter till lagmannen i Västergötland Bengt Hafridsson.[4] [5]
  1. Johan Halstensson 
    1. Halsten Johansson. Enligt Peder Månsson Utter (1566-1623) i (Collectanea genealogica) förde Halsten Johansson en styckad sköld med övre halvan av en delad (ej kluven) lilja ginbalksvis i övre fältet.  Enligt samma källa var Halsten far till Håkan Halstensson.[6] [7]
      1. Håkan Halstensson, riddare, nämnd 1346-1380. [8] Gift med Bengta, dotter till riddaren och riksrådet Sigge Magnusson (Vinstorpaätten, Håkan Tunessons ätt) och Ramborg. [9] [10]
        1. NN Håkansdotter, gift med Ulf Bengtsson (Sparre av Hjulsta och Ängsö), föräldrar till bland andra biskp Sigge i Strängnäs.

    2. Sven Jonsson (halv lilja) til Dinglevik, Steneby, död omkring 1484, var en väpnare och skrev sig till Dingelvik, vilket var en frälsegård, senare ett säteri i (Steneby socken), och gifte sig den 5 oktober 1449[11] på Stola med en Ingeborg Bytesdotter, troligtvis dotter till Tore Byting. Altså född kring 1425. Hur kan han vara broder til en Halsten Johansson som fikk barn kring 1320? Tre barn är kända:
      1. Ragnhild Svensdotter (halv lilja) til Dinglevik, Steneby
      2. Karin Svensdotter (halv lilja)
      3. Botilla Svensdotter (halv lilja)

  2. Thord Halstensson
  3. Knut Halstensson (halv lilja) var gift med Katarina Guttormsdotter, dotter till Guttorm Toresson (kluven sköld) och Inga Gregersdotter (Malstaätten)[5]
  4. Håkan Hallstensson. [5] Fick under inbördeskriget 1364 sina gods indragna av kung Håkan Magnusson, vilka Håkan gav till Nils Bengtsson (Lejonansikte, Bengt Nilssons ätt)[5]